# Flagge Paraguays
Die Flagge Paraguays (Spanisch: bandera del Paraguay) wurde am 27. November 1842 offiziell eingeführt. Der Tag der Fahne (Día de la Bandera) wird am 14. August gefeiert.

## Beschreibung und Bedeutung

Rückseite der Flagge Paraguays

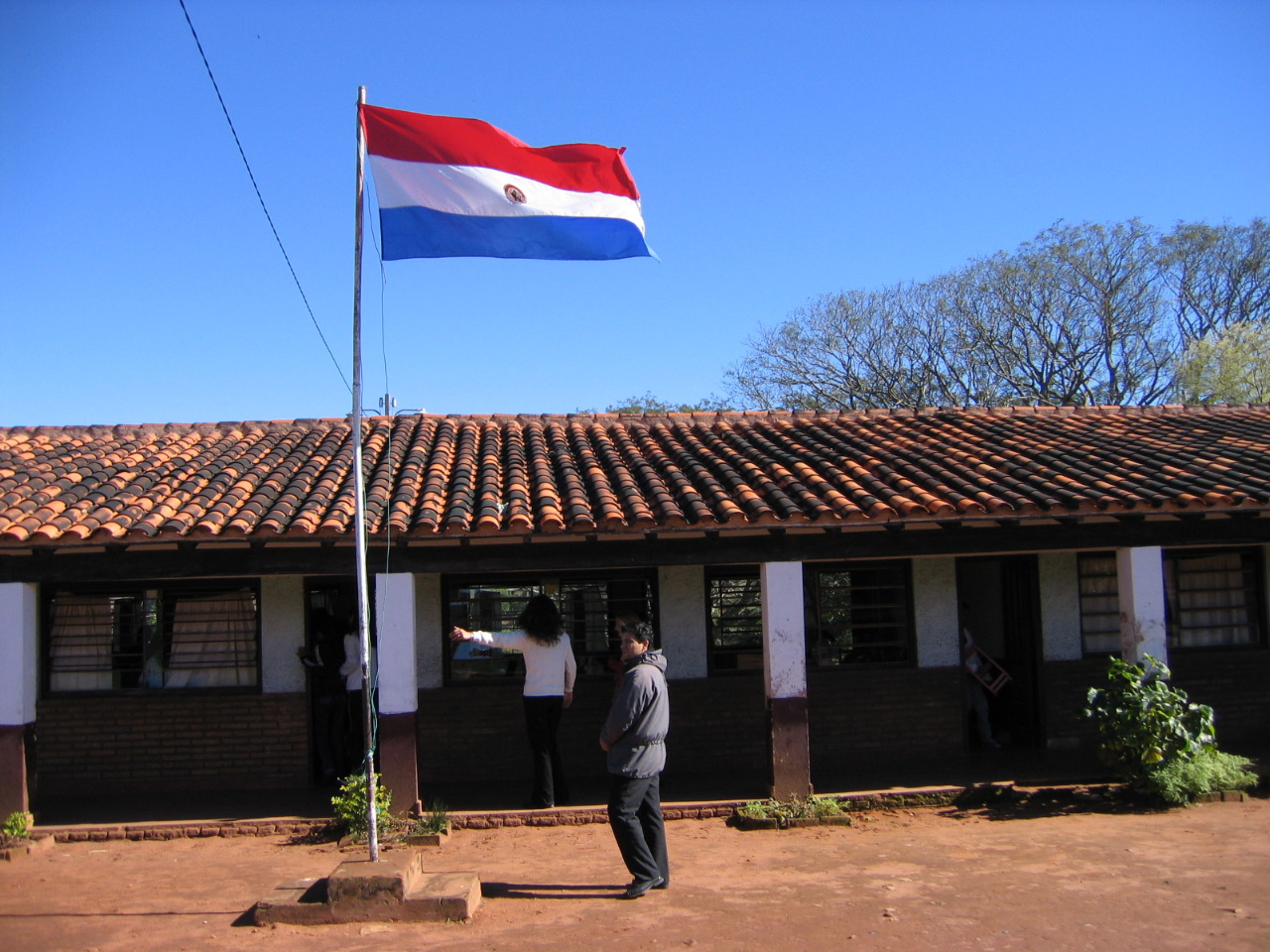
Nationalflagge in einer Schule in Misiones

Traditionell haben die Farben der Nationalflagge Paraguays folgende Bedeutung: Rot: Gerechtigkeit (Justicia), Weiß: Frieden (Paz), Blau: Freiheit (Libertad).
Die Flagge Paraguays weist eine Besonderheit auf: Wenn man vom Sonderstatus Westsaharas absieht, hat sie als einzige gültige Staatsflagge neben der Flagge Saudi-Arabiens eine unterschiedliche Vorder- und Rückseite. Auf der Vorderseite befindet sich das Staatswappen, auf der Rückseite das Sello de Hacienda. Das Emblem zeigt einen sitzenden gelben Löwen vor einer braunen Stange, die eine rote Jakobinermütze (span.: Gorro frigio) trägt. Über der Mütze befindet sich der Wahlspruch Paz y Justicia (Friede und Gerechtigkeit).

## Geschichte
Die erste Erwähnung der rot-weiß-blauen Trikolore stammt vom 15. August 1812, damals wurde sie in Asunción mit einem Wappen in der Mitte gehisst. Sie geht auf das Jahr 1806 zurück, als die Truppen Paraguays weiße, blaue und rote Flaggen führten, während sie zur Unterstützung von Buenos Aires gegen den Einfall der Briten eilten. Nach einer anderen Version führte der Diktator José Gaspar Rodríguez de Francia die Flagge ein, angelehnt an die französische Trikolore, da er ein Verehrer Napoleons war.
Für die Zwischenzeit werden auch andere Flaggen erwähnt. So wurde zur Einweihung des Kongresses am 17. Juni 1811 eine Flagge gehisst, welche die Farben rot-gelb-blau und als Emblem das Wappen des Königs trug. Andere Flaggen waren eine rot-weiß-blaue mit breitem Mittelstreifen und eine Blaue mit einem weißen Stern in der oberen rechten Ecke.
Das Seitenverhältnis wurde mehrere Male verändert. Das Wappen wurde in den Jahren 1990 (Vorderseite) und 2013 (Vorder- und Rückseite) verändert.

9:14  bis 1811
Erste paraguayische Flagge (15. Mai bis 16. Juni 1811)
Flagge vom 17. August 1811
Flagge vom 30. September 1811
9:14  1812
3:5  1813
9:14  1813 bis 1840
2:3  1842 bis 1954
Rückseite von 1842 bis 1954
1:2  1954 bis 1988
Rückseite von 1954 bis 1988
3:5  1988 bis 1990
Rückseite von 1988 bis 1990
3:5  Flagge bis 2013
Rückseite vor 2013

## Weitere Flaggen Paraguays

1:1 Gösch

Trotz eines fehlenden Meereszugangs besitzt Paraguay eine Marine und diese für ihre Kriegsschiffe eine Gösch. Daneben gibt es Flaggen für den Präsidenten, den Verteidigungsminister, dem Oberkommandierenden der Streitkräfte und andere Dienstposten.
Auch Departamentos und Distrikte des Landes besitzen eigene Flaggen, ebenso verschiedene Parteien Paraguays.

## Ähnliche Flaggen

Flagge der Niederlande
Flagge Luxemburgs
Flagge Kroatiens